# Azanus uranus
Azanus uranus  (лат.) — вид чешуекрылых насекомых семейства голубянок. Распространён в Индии и Белуджистане.